# Silenzioso slow
Silenzioso slow (anche nota con il titolo Abbassa la tua radio) è un brano musicale italiano del 1940, scritto da Alfredo Bracchi e Giovanni D'Anzi e interpretata da Norma Bruni e Alberto Rabagliati. Il titolo era anche stato italianizzato in Silenzioso ritmo.
La canzone fu censurata perché accusata di sottintendere l'invito ad ascoltare le trasmissioni di Radio Londra.

## Altre incisioni
- 1994, Silenzioso slow, Irene Grandi come traccia fantasma del suo album di esordio Irene Grandi
- 2000, Abbassa la tua radio, Stefano Bollani (versione strumentale)
- 2016, Abbassa la tua radio, brano omaggio alla storia mirabile e avventurosa, tra musica e cinema, di Alberto Rabagliati, contenuta nell’album d’esordio Infondo dell’illustratrice cantautrice Ottavia Brown.
- 2018, Silenzioso Slow (Abbassa la tua radio), Antonella Ruggiero (nella raccolta: Quando facevo la cantante).

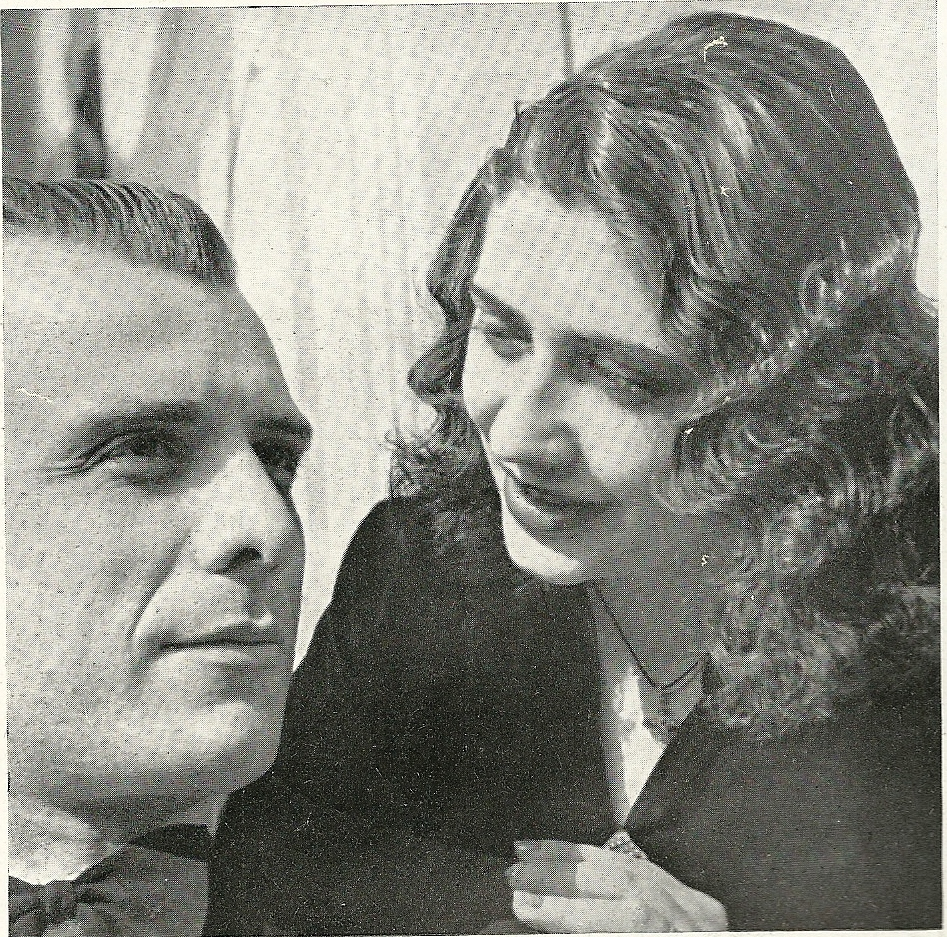
Michele Montanari e Norma Bruni all'EIAR Torino 1941